# Batalla de Grozni (agosto de 1996)
La batalla de Grozni tuvo lugar en agosto de 1996, durante la primera guerra chechena. Consistió en el rápido asalto de las tropas separatistas chechenas (en la llamada Operación Cero) sobre Grozni, capital de Chechenia. El asalto y posterior batalla condujeron al final de la guerra, con la victoria de los rebeldes.
Las tropas rusas estaban presentes en Chechenia desde 1995, con una gran guarnición dirigida por el Ministerio del Interior de Rusia (MVD), y ya habían rechazado un asalto de los secesionistas en marzo de 1996. Con el ataque sorpresa de agosto, los separatistas lograron dividir a las tropas federales rusas y aislarlas en una docena de "puntos de resistencia" que aniquilaron uno por uno en los días siguientes, expulsando posteriormente a varias unidades de refuerzos que entraron en la ciudad. La batalla forzó a los rusos a aceptar un alto al fuego el 20 de agosto y un acuerdo de paz 10 días después, que terminó con la guerra y consolidó la independencia de facto de la República Chechena de Ichkeria, junto a la retirada total de las fuerzas rusas de dicha república.

## Antecedentes
Tras el fallido asalto de marzo llevado a cabo por unos 2.000 combatientes separatistas chechenos, en julio los dirigentes rusos abandonaron el proceso de paz iniciado y reiniciaron las operaciones militares. Entre los días 9 y 16 de dicho mes las fuerzas rusas lanzaron una serie de operaciones en las montañas del sur de Chechenia, donde se encontraban las principales bases de los separatistas. El día 20 se inició una gran ofensiva en el sur hacia la que fueron desplazadas la mayor parte de las fuerzas rusas.
A las 5:50 horas del 6 de agosto de 1996, fuerzas separatistas atacaron Grozni por sorpresa. Al mismo tiempo los rusos habían iniciado una importante operación militar en Alkhan-Yurt, en la carretera que comunica las ciudades de Rostov del Don (Rusia) y Bakú (Azerbaiyán), que atraviesa el suroeste de la ciudad; para ello desplazaron 1.500 soldados del MVD y milicianos chechenos leales a Moscú en las proximidades de Grozni, irónicamente a la vez que los rebeldes chechenos entraban en la ciudad.

## La batalla

### Ataque checheno (6 de agosto)
Las fuerzas chechenas que entraron en Grozni estaban formadas por 1500 hombres aproximadamente (las fuentes oficiales rusas hablan de unos pocos cientos). En una semana ese número pudo al menos duplicarse, con la llegada de refuerzos y voluntarios que combatían a tiempo parcial y también a algunos soldados chechenos inicialmente leales a Moscú que cambiaron de bando. Las fuerzas rusas eran al menos de 10 000 soldados, y contaban con una amplia superioridad en artillería y vehículos de combate, con un control aéreo absoluto. Sin embargo los separatistas, liderados por Aslán Masjádov, utilizaron tácticas de infiltración que resultaron muy perjudiciales para los rusos. En un rápido avance cuidadosamente planeado y coordinado, las unidades chechenas entraron en la ciudad evitando los puestos de control gracias a su profundo conocimiento de la ciudad antes de atacar o rodear a sus objetivos.
En lugar de destruir los puestos de mando, comisarías y otros focos de resistencia, los rebeldes optaron por rodearlos e impedir cualquier escape o llegada de refuerzos, a la espera de que capitularan. Los rusos fueron atacados con morteros y francotiradores. La mayor bolsa de resistencia era el complejo administrativo en el centro de la ciudad, que incluía el edificio de gobierno, el del MVD y la sede del FSB. 
En otra parte de la ciudad, varios grupos de soldados rusos tomaron como rehenes a 500 civiles en el Hospital Municipal N°9. Unos 7000 soldados rusos quedaron rodeados en diversos bastiones al interior de la capital chechena. El gobierno checheno prorruso abandono la ciudad para refugiarse en una base militar cercana.
Al mismo tiempo unidades rebeldes atacaron Argun y Gudermes. Mientras en la primera de las dos ciudades la guarnición rusa resistió el ataque, la segunda fue ocupada sin luchar. Numerosos chechenos fueron detenidos y ejecutados por los separatistas al considerarlos "colaboracionistas"; en Grozni se estimaron en unos 200. Said-Magomed Kakiyev fue el único superviviente de 30 policías chechenos del OMON que fueron capturados por los separatistas Dokú Umárov (posteriormente autoproclamado "emir" del Emirato del Cáucaso entre 2007 y 2013) y Ruslan Gelayev tras la capitulación del edificio de la alcaldía local, después que les hubieran sido prometidas paso libre para retirarse.

### Contraataque ruso (7-11 de agosto)
El Ejército ruso estacionado en la base aérea de Jankala y el aeropuerto Severny de Grozni inicialmente había calculado que los separatistas abandonarían la ciudad después de una rápida incursión, por lo que no actuó inmediatamente para ayudar a los sitiados. Los primeros intentos de auxilio tuvieron lugar en la tarde del 7 de agosto. Sin embargo, el día anterior los separatistas chechenos habían capturado gran cantidad de municiones de RPO-A Shmel (lanzamisiles) al capturar la estación de trenes de la ciudad. Como resultado, las unidades blindadas rusas resultaron blancos fáciles para los rebeldes.
El día 8 los rusos enviaron otra columna, que como en la batalla de Año Nuevo de 1995 fue detenida y perdió muchos APC por las tácticas de emboscada separatistas. El quinto día 900 hombres del Regimiento N°276 trataron de alcanzar el centro de la ciudad, introduciéndose en él durante dos días con el resultado de 150 bajas y 300 heridos. En sólo cinco días los rusos habían perdido 18 tanques, 69 APC y otros vehículos blindados, 23 camiones y 3 helicópteros. Solo el 11 de agosto unos pocos blindados consiguen llegar al centro de la ciudad y traer suministros limitados, evacuando algunos heridos. El mismo día, el periodista de la televisión estatal ORT Ramzan Khadzhiev fue ejecutado por soldados rusos que intentaban huir de Grozni. 
La Unión Europea llamó a un inmediato cese al fuego, que fue ignorado. El presidente ruso Borís Yeltsin declaró un día de luto por las víctimas de Chechenia. Los enfrentamientos continuaron en las afueras de la ciudad y en otras partes de la república rebelde.

### Negociaciones (11-14 de agosto)
El 10 de agosto el representante plenipotenciario de Rusia en Chechenia, Oleg Lobov, fue destituido y el teniente general retirado Alexander Lebed fue nombrado en su lugar. Convencido de que la victoria militar era imposible con los medios a su disposición, optó por iniciar negociaciones con los separatistas chechenos. En la noche del día siguiente Lebed empezó a negociar con Masjádov y obligó al comandante ruso Konstantin Pulikovsky a unirse a ellos. El ministro de Defensa ruso, Igor Rodionov, había sido nombrado con la recomendación de Lebed y le permitió a este conseguir el control sobre los militares. El ministro del Interior, Anatoly Kulikov, con reputación de belicista, fue apartado por Lebed con la acusación de haber abandonado Grozni. Lebed convenció a Yeltsin de que cambiara sus tácticas, ya que sus tropas estaban en muy malas condiciones: entre el 11 y 13 de agosto los rebeldes tomaron o quemaron todo edificio estratégico del centro de la ciudad.

### Cese del fuego (14-19 de agosto)
El 14 de agosto los separatistas chechenos ocupaban casi completamente Grozni. Los comandantes rusos se negaban a recuperar la ciudad y se concentraban en conservar sus bases en Jankala y el aeropuerto Severny. Dentro de la ciudad unos 2000 soldados rusos seguían en sus posiciones pero al no tener suficientes municiones, medicamentos, alimentos y agua estaban condenados a la aniquilación, ya fuera por el ataque separatista o por fuego amigo debido a los constantes bombardeos de la artillería y de las Fuerzas Aéreas rusas. Argun había caído finalmente en manos de los separatistas y éstos habían aumentado sus actividades en torno a Urús-Martán y Vedeno. Bajo estas circunstancias Lebed logró obtener un cese al fuego de tres días (14 a 17 de agosto) y envió al general Pulikovsky una orden firmada de terminar toda actividad militar en Chechenia.

### Ultimátum y reanudación de la batalla (19-20 de agosto)
Un último intento de los sectores más belicistas del Gobierno y las Fuerzas Armadas de Rusia por detener el proceso de paz se produjo el 19 de agosto de 1996. El general Pulikovsky envió un ultimátum a los separatistas para que abandonasen Grozni en 48 horas o se les atacaría con todos los medios disponibles. La amenaza provocó un pánico masivo y llevó a entre 50 000 y 70 000 civiles a abandonar la ciudad. Los ataques aéreos y de artillería comenzaron en la madrugada del día 20, condenando a la aniquilación a los civiles y soldados rusos que aún estaban en la ciudad. Los civiles, aterrorizados ante la destrucción, empezaron a huir en columnas pero muchas de estas fueron alcanzadas por el fuego de artillería ruso, provocando numerosas muertes. Los varones mayores de 11 años fueron tratados como presuntos combatientes y no se les permitió pasar tras las líneas rusas.

### Fin de la guerra (20-30 de agosto)
A pesar de esto, el general Lebed consiguió evitar un mayor derramamiento de sangre en Grozni mientras que la ofensiva rusa en las montañas del sur continuó. Después de regresar a Chechenia el 20 de agosto reinició negociaciones con los líderes rebeldes con ayuda de la OSCE. El 22 de agosto los rusos aceptaron retirar todas sus fuerzas en Chechenia a sus bases en Jankala y Severny. El día 30 Lebel y Masjádov firmaron el Acuerdo de Khasav-Yurt, poniendo fin a la primera guerra chechena.

## Consecuencias
El acuerdo allanó el camino para otros dos más que se firmaron posteriormente. A mediados de noviembre Yeltsin y Masjádov firmaron uno sobre las relaciones económicas y las reparaciones por los daños del conflicto. El 12 de mayo de 1997 firmaron un tratado formal en Moscú sobre las relaciones y la paz entre la Federación Rusa y la República Chechena de Ichkeria, aunque sin el reconocimiento explícito de la independencia chechena. Sin embargo, en 1999, tras la invasión de Daguestán, se iniciaría la segunda guerra chechena.